# Catarina Lindqvist
Anna Catarina Lindqvist Ryan (Kristinehamn, Suecia, 13 de junio de 1963) es una extenista sueca, que llegó al Top 10 del ranking de la WTA, también es ganadora de 6 torneos en individuales y uno en dobles, entre sus mayores logros destacan ser semifinalistas en los torneos de Wimbledon y Estados Unidos. Entre las tenistas a las que ha ganado se encuentran: Steffi Graf, Claudia Kohde-Kilsch, Manuela Maleeva, Virginia Wade o Natasha Zvereva.

## Torneos

### Campeona (6)
| Tipo de campeonato   |
| -------------------- |
| WTA Championship (0) |
| Grand Slam (0)       |
| Tier I (0)           |
| Tier II (0)          |
| Tier III (0)         |
| Tier IV/V (2)        |
| Pre - Tier (4)       |

| Título por superficie |
| Cemento (2)           |
| Tierra (1)            |
| Hierba (0)            |
| Moqueta (3)           |

| N.º | Fecha                 | Torneo                         | Superficie | Rival            | Resultado |
| 1.  | 16 de enero de 1984   | Hershey, Estados Unidos        | Moqueta    | Beth Herr        | 6–4, 6–0  |
| 2.  | 21 de octubre de 1984 | Filderstadt, Alemania          | Moqueta    | Steffi Graf      | 6–1, 6–4  |
| 3.  | 6 de enero de 1985    | Port St. Lucie, Estados Unidos | Cemento    | Terry Holladay   | 6–3, 6–1  |
| 4.  | 13 de julio de 1986   | Bastad Suecia                  | Tierra     | Catrin Jexell    | 6–2, 6–0  |
| 5.  | 14 de abril de 1990   | Tokio, Japón                   | Cemento    | Elizabeth Smylie | 3–6, 2–6  |
| 6.  | 10 de febrero de 1991 | Oslo, Noruega                  | Moqueta    | Raffaella Reggi  | 6–3, 6–0  |

### Finalista (5)
- 1985: Princeton, ante Hana Mandlikova
- 1985: Filderstad, ante Pam Shriver
- 1986: Brighton, ante Steffi Graf
- 1987: Bastad, ante Sandra Cecchini
- 1989: Sídney, ante Martina Navratilova

### Campeona en dobles (1)
| Leyenda           |   |
| Grand Slam        | 0 |
| WTA Championships | 0 |
| Tier I            | 0 |
| Tier II           | 0 |
| Tier III          | 0 |
| Tier IV           | 0 |
| Tier V            | 0 |
| Pre Tier          | 1 |
| Olympic Games     | 0 |

| N.º | Fecha               | Torneo         | Superficie | Compañera       | Rivales                         | Resultado |
| 1.  | 13 de julio de 1986 | Bastad, Suecia | Tierra     | Maria Lindstrom | Christina Singer Ellen Walliser | 6–3, 6–2  |